# Mellow Records
La Mellow Records è un'etichetta discografica italiana dedicata al rock progressivo, fondata nel 1991 dal collezionista di dischi Mauro Moroni e dal musicista Ciro Perrino.

## Produzioni
L'etichetta ha prodotto un vasto catalogo di artisti della scena neoprogressive italiana (per esempio Finisterre, Doracor, Germinale, Floating State, JetLag, Notturno Concertante, Arcansiel, La Maschera di Cera, Twenty Four Hours, Mary Newsletter) ma è anche nota per aver ripubblicato, spesso per la prima volta in edizione CD, un'ampia collezione di album di progressive italiano degli anni settanta, altrimenti fuori produzione e introvabili. Fra i gruppi i cui lavori sono stati recuperati da Mellow Records si possono citare Biglietto per l'Inferno, Flashmen, Le Orme, Maxophone, Il Cerchio d'Oro, il Balletto di Bronzo e Yleclipse.
Nel 2008 ha vinto il ProgAward come miglior etichetta indipendente italiana di rock progressivo.